# UB 6
UB 6 war ein deutsches U-Boot vom Typ UB I der Kaiserlichen Marine während des Ersten Weltkrieges. Das U-Boot lief vor der Maasmündung auf Grund, wurde in den neutralen Niederlanden interniert und von der Besatzung in Hellevoetsluis selbst versenkt.
Im Oktober 1914 erhielt die Germaniawerft den Auftrag für UB 6 und begann im November mit dem Bau. Mit kaum mehr als 28 m Länge verdrängte UB 6 127 t im aufgetauchten und 142 t im getauchten Zustand. Es war mit zwei Bugtorpedorohren, zwei Torpedos und einem an Deck montierten Maschinengewehr bewaffnet. In Sektionen zerlegt wurde UB 6 per Bahn nach Antwerpen verfrachtet und dort wieder zusammengebaut. Der Stapellauf erfolgte im März und die Indienststellung im April 1915.
UB 6 blieb während seiner ganzen Dienstzeit der U-Flottille Flandern unterstellt und versenkte mit dem britischen Zerstörer Recruit das erste Kriegsschiff der Flottille. Bis September 1916 konnte das U-Boot vierzehn weitere Schiffe versenken, zwei Schiffe beschädigen und eine Prise aufbringen. Infolge eines Navigationsfehlers des Kommandanten lief UB 6 am 12. März 1917 vor der Maasmündung auf Grund. Die neutralen Niederlande internierten das U-Boot und die Besatzung in Hellevoetsluis. Sechs Tage später versenkte die Besatzung ihr U-Boot selbst. Die Mannschaft blieb bis zum Kriegsende interniert. Das Wrack wurde 1919 Frankreich überlassen und 1921 in Brest abgewrackt.

## Planung und Konstruktion
Nach dem schnellen Vorstoßen des Deutschen Heers entlang der Nordseeküste zu Beginn des Ersten Weltkrieges verfügte die Kaiserliche Marine über keine U-Boote, die in den engen und seichten Gewässern vor der Küste von Flandern operieren konnten. Ursprünglich forderte das RMA kleine, rein elektrisch betriebene U-Boote mit 80 t Verdrängung und einem Torpedorohr, die per Bahn zum Einsatzhafen transportiert und dort schnell zusammengebaut werden konnten. Nach der Überarbeitung durch die U-Boot-Inspektion entstand die eigentliche Konstruktion (Projekt 34) für den Typ UB I mit 125 t Verdrängung, 28 m Länge und zwei Torpedorohren, die das RMA am 5. Oktober 1914 genehmigte. UB 6 war eines der acht UB-I-Boote – UB 1 bis UB 8 –, für welche die Germaniawerft knapp zwei Monate nach Beginn der Planungen am 15. Oktober 1914 den Auftrag erhielt.
Die Germaniawerft legte UB 6 am 22. November 1914 auf Kiel. UB 6 war 28,1 m lang, 3,2 m breit und hatte einen Tiefgang von 3 m. Es verfügte über eine Antriebswelle, an die ein 45 kW (60 PS) leistender Daimler-4-Zylinder-Dieselmotor für die Überwasserfahrt und ein Siemens-Schuckert-Elektromotor mit 89 kW (120 PS) für die Fahrt unter Wasser gekuppelt waren. Damit konnte es maximal 6,5 kn (12 km/h) über Wasser und 5,5 kn (10,2 km/h) unter Wasser erreichen. Bei Überwasserfahrt hatte es eine Reichweite bis zu 1.650 sm (3.056 km) und mit einer Batterieladung kam es unter Wasser bis zu 45 sm (83 km) weit. Wie alle Boote seiner Klasse war es für eine Tauchtiefe von 50 m ausgelegt und konnte aufgrund der vielen Flutöffnungen seiner Tauchtanks in 22 Sekunden tauchen.
UB 6 war mit zwei 45-cm-Torpedos in zwei Bugtorpedorohren bewaffnet. Ein 8-mm-Maschinengewehr konnte an Deck aufgebaut werden. Die Besatzung bestand aus einem Offizier und 13 Unteroffizieren und Mannschaften.
Nach seiner Fertigstellung auf der Germaniawerft wurde UB 6 für den Bahntransport nach Antwerpen vorbereitet. Zum Verladen des Bootes waren drei Tiefladewagen für die drei Sektionen des Bootskörpers und weitere Waggons für den Turm, Teile des Oberdecks, die Maschinen und die Akkumulatoren notwendig. Die Montage in Hoboken dauerte zwei Wochen. Zwei Schlepper überführten dann das Boot mittels Schwimmkästen die Schelde aufwärts und durch den Kanal Gent-Brügge zum Einsatzhafen nach Seebrügge. Dafür waren weitere fünfeinhalb Tage eingeplant.

## Erste Einsätze

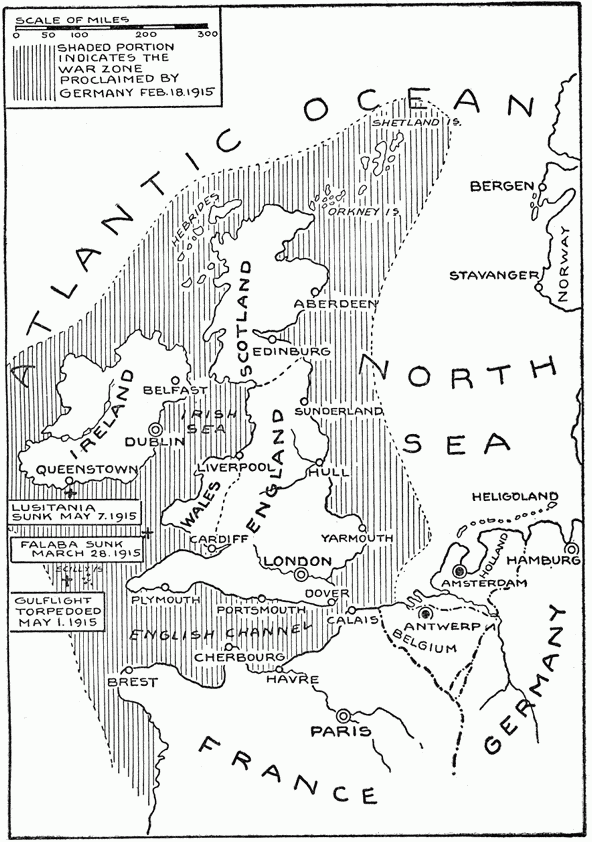
Kriegszone der deutschen U-Boote zum 18. Februar 1915

Kapitänleutnant Erich Haeker, 29 Jahre alt, erhielt mit UB 6 sein erstes U-Boot-Kommando und stellte es für die Kaiserliche Marine am 8. April 1915 in Dienst. Als UB 6 am 19. April bei der am 29. März 1915 aufgestellten U-Flottille Flandern eintraf, war die seit Februar laufende erste deutsche U-Boot-Offensive in vollem Gange. Während dieses Feldzuges erklärte das Deutsche Reich das Seegebiet um die britischen Inseln zum Kriegsgebiet, in dem alle feindlichen Schiffe versenkt würden. Ein Angriff auf Schiffe neutraler Länder war erlaubt, wenn sie als unter falscher Flagge fahrende Feindschiffe zu identifizieren waren.

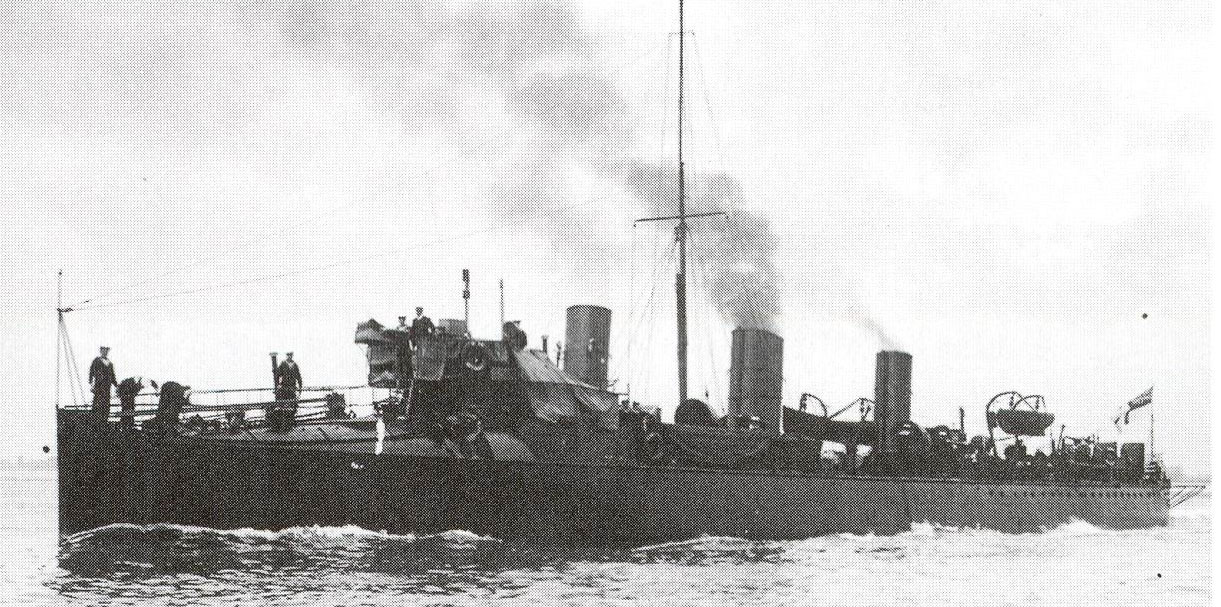
Die Recruit

Das vorläufige Operationsgebiet der UB-I-Boote der Flandern-Flottille war das Seegebiet um die Hoofden. Mit dem Auslaufen von UB 4 am 9. April begannen die Unternehmungen der neugebildeten Flandern-Flottille. Wenn auch UB 4 das erste Schiff für die Flottille versenken konnte, gelang die erste Versenkung eines Kriegsschiffes UB 6. Am 1. Mai sichtete Haeker zwei alte Zerstörer der Royal Navy, die Brazen und die Recruit, ungefähr 30 sm (56 km) südwestlich des Feuerschiffs Galloper. Etwa mittags torpedierte Haeker die Recruit; das 335 BRT große Schiff zerbrach in zwei Teile, von 60 Mann Besatzung starben 34. Am 1. Juni versenkte UB 6 den 3.303 BRT großen Frachter Saidieh 6 sm (11 km) nordöstlich der Elbow-Boje in der Themsemündung. Die Saidieh war mit einer Ladung Zwiebeln und Baumwollsamen von Alexandria nach Hull unterwegs; acht Besatzungsmitglieder verloren ihr Leben. Der Frachter sollte das größte während der Dienstzeit von UB 6 versenkte Schiff bleiben.
Ende Juni wollte der Flottillenchef Korvettenkapitän Karl Bartenbach beweisen, dass die britischen Absperrmaßnahmen in der Straße von Dover – Netzsperren und Seeminen – nicht unüberwindbar seien. Am Abend des 21. Juni verließ UB 6 Seebrügge für eine Rundfahrt nach Boulogne. In Überwasserfahrt dicht unter der französischen Küste an Dünkirchen, Calais und Gris Nez vorbei, erreichte UB 6 am frühen Morgen des 22. Juni Boulogne. Nur einmal während der Hinfahrt zwang ein britischer Zerstörer das U-Boot zum Alarmtauchen. Tagsüber ging UB 6 auf Sehrohrtiefe, um den Schiffsverkehr auf der Reede vor Boulogne zu beobachten. Am Nachmittag trat UB 6 den Rückmarsch an und erreichte am Nachmittag des 23. Juni wieder Seebrügge.
Drei andere UB-I-Boote – UB 2, UB 5 und UB 10 – begannen im westlichen Bereich des Ärmelkanals zu patrouillieren. Nebel und schlechtes Wetter behinderten jedoch die Unternehmungen der U-Boote. Keines der Boote konnte ein Schiff versenken; die Einsätze bewiesen jedoch, dass es möglich war, die britischen Sperren in der Straße von Dover zu umgehen.
Am 12. Juli attackierte UB 6 fünf britische Fischkutter im Abstand 18 sm (33 km) bis 23 sm (43 km) vor Lowestoft und konnte vier davon versenken. Alle fünf Schiffe – mit ockerroten Segeln getakelte britische Kutter – wurden gestoppt, vom Prisenkommando von UB 6 geentert und vier davon mit Sprengpatronen versenkt. Der fünfte Kutter konnte trotz schwerer Schäden durch die Sprengung noch zurücklaufen. Zwei Wochen später torpedierte und versenkte UB 6 den britischen 406-BRT-Frachter Firth 4 sm (7 km) vor der Boje Aldeburgh Napes. Am 11. August konnte noch der 57-BRT-Fischkutter Leander mit Sprengpatronen versenkt werden. Danach scheiterte der Versuch, einen weiteren Kutter L.T. 649 mit einem Karabinerschuss vor den Bug zu stoppen. Der Kutter entpuppte sich als U-Boot-Falle und erwiderte das Feuer. UB 6 konnte dem Beschuss durch Alarmtauchen entkommen.
Nach der Versenkung der Lusitania im Mai 1915 und weiteren aufsehenerregenden Versenkungen im August (Arabic-Vorfall) und September forderten die Amerikaner Garantien für die Sicherheit amerikanischer Staatsbürger auf unbewaffneten Handelsschiffen. Als Reaktion darauf beendete der Chef des Admiralstabs der Kaiserlichen Marine Henning von Holtzendorff am 18. September die deutsche U-Boot-Offensive. Holtzendorffs Weisung befahl den Rückzug aller U-Boote aus dem Ärmelkanal und der Keltischen See und forderte die strikte Einhaltung der Prisenordnung. Erst fünf Monate später konnte UB 6 wieder ein Schiff versenken.
Oberleutnant zur See Ernst Voigt folgte Mitte November Haeker als Kommandant von UB 6. Für den 25-jährigen Voigt war es sein erstes U-Boot-Kommando. Unter seinem Kommando versenkte UB 6 im Januar 1916 das nächste Schiff. Am 27. wurde der 57 BRT große Fischkutter Crystal 25 sm (46 km) südöstlich von Southwold geentert und mit Sprengpatronen versenkt.

## Zweite U-Boot-Offensive
Anfang 1916 zeigte die britische Seeblockade erste Wirkung auf die deutschen Importe. Die Royal Navy konnte mehr für das Deutsche Reich bestimmte Fracht zurückhalten und beschlagnahmen als die Menge an Fracht, welche die deutschen U-Boote während der ersten U-Boot-Offensive versenkt hatte, was dazu führte, dass die Kaiserliche Marine am 29. Februar eine zweite Offensive gegen die Handelsschifffahrt begann. Der Admiralstab legte folgende Grundsätze für den U-Boot-Krieg fest: Alle feindlichen Schiffe innerhalb der von Deutschland proklamierten Kriegszone werden ohne Warnung versenkt. Außerhalb dieser Zone gilt das für bewaffnete Schiffe. Um sich die Vereinigten Staaten nicht zum Feind zu machen, ist ein Angriff auf Passagierschiffe nicht erlaubt.
Am 17. März konnte UB 6 seinen ersten Erfolg während der neuen U-Boot-Offensive verbuchen. Das schwedische Schiff Ask konnte nahe dem Feuerschiff Noord Hinder torpediert werden. Der 1041-BRT-Dampfer hatte Holz geladen und war von Västervik nach London unterwegs. Das schwer beschädigte Schiff musste nach Nieuwe Waterweg eingeschleppt werden. Es gab keine Berichte über Verluste unter der Besatzung. Nach dem Angriff auf die Ask versenkte UB 6 zwei Wochen später ein anderes schwedisches Schiff. Die 1.115 BRT große Hollandia lag 0,25 sm (0,5 km) vom Feuerschiff Galloper entfernt vor Anker, als UB 6 sie am 31. März torpedierte. Die Hollandia war unter Ballast von Rouen nach Rotterdam unterwegs. Bei der Versenkung waren keine Verluste an Menschenleben zu verzeichnen.
Mitte März übernahm der Kommandant von UB 6 das neu in Dienst gestellte U-Boot UB 23. Nachfolger von Ernst Voigt wurde Oberleutnant zur See Karl Neumann, bisher Kommandant von UB 2 und UB 13. Während seiner U-Boot-Karriere versenkte Neumann über 100.000 BRT Schiffsraum, am Ruder von UB 6 hatte er jedoch keinen Erfolg. Im Juli löste Oberleutnant zur See Karsten von Heydebreck Neumann als Kommandant ab. Für den 26-jährigen Heydebreck, einen Klassenkameraden von Voigt in der Besatzung IV/08 der Kadettenanstalt, war es sein erstes U-Boot Kommando.
Nach dem Sussex-Zwischenfall sah sich Admiral Reinhard Scheer, der neue Chef der Hochseeflotte, Ende April 1916 gezwungen, den Handelsschiffskrieg abzubrechen. Er beorderte am 24. April alle Boote auf See zurück und kein Boot durfte seinen Hafen verlassen. Am 30. April hob der deutsche Kaiser die Order teilweise auf und bewilligte den Einsatz von U-Booten für militärische Zwecke. Wie am Ende der ersten Offensive im August 1915 konnte UB 6 für die nächsten fünf Monate kein Schiff versenken.

## Operationen aus dem Hinterhalt
Ende April übernahm UB 6 zusammen mit anderen Flandernbooten die Absicherung der deutschen Seestreitkräfte bei der Beschießung von Yarmouth und Lowestoft am 24. und 25. April. Die Planungen Scheers, nach dem Überfall auf Lowestoft erneut Teile der britischen Grand Fleet herauszulocken, waren Mitte Mai abgeschlossen. Die Kaiserliche Marine würde für einen Überfall auf Sunderland auslaufen, um der britischen Flotte mit Hilfe von U-Booten und Minenfeldern eine Falle zu stellen. UB 6, UB 10, UB 12, UB 16, UB 17 und UB 29 bildeten am 30./31. Mai östlich von Lowestoft eine 18 sm (33 km) lange Standlinie. Diese Boote sollten die in Harwich stationierten leichten britischen Seestreitkräfte beobachten und abfangen, falls sie nach Norden auslaufen würden, um am Gefecht teilzunehmen. Da Angriffe auf die Schifffahrt ausblieben und Geheimdienstberichte das Auslaufen der U-Boote gemeldet hatten, schöpfte die britische Admiralität Verdacht.
Die Grand Fleet lief zwar am 30. Mai aus, aber die codierte Nachricht über den britischen Vorstoß erreichte einige der im Norden stationierten Boote nicht. Dazu kam das verzögerte Auslaufen der deutschen Flotte, die zum Skagerrak umgeleitet wurde. Der von Scheer erwartete Hinterhalt entwickelte sich zu einem vollständigen und enttäuschenden Fehlschlag. Aus der Gruppe von UB 6 sichtete nur UB 10 die Kräfte aus Harwich, war aber zu weit entfernt, um einen Angriff zu starten. Keines der U-Boote versenkte ein britisches Großkampfschiff, dadurch konnte die komplette Grand Fleet die zahlenmäßig unterlegene Hochseeflotte in der Skagerrakschlacht vom 31. Mai bis zum 1. Juni angreifen.
Im August bereiteten die Deutschen einen weiteren Hinterhalt für die britische Flotte vor. Sie planten einen erneuten Überfall der Hochseeflotte auf Sunderland. Die deutsche Flotte plante, am späten Abend des 18. August auszulaufen und am nächsten Morgen militärische Ziele zu beschießen. Wie im Mai war UB 6 erneut Teil einer Gruppe, welche die britischen Streitkräfte in Harwich attackieren sollte. Zusammen mit UB 12, UB 16, UB 19 und UB 37 bildete das U-Boot am 20. August die zweite Standlinie der Flandernflotille 12 sm (22 km) nordwestlich von Texel. Wieder warnte die britische Aufklärung vor dem bevorstehenden Angriff und Hinterhalt. Die Grand Fleet ging am 18. August um 16:00 Uhr in See, fünf Stunden vor der deutschen Hochseeflotte. Mangelnde Aufklärung – eine Falschmeldung des Luftschiffs L 13 – veranlasste Scheer, von der Beschießung Sunderlands abzuweichen und später die komplette Operation abzubrechen. Obwohl deutsche U-Boote zwei britische Leichte Kreuzer versenken konnten, spielten UB 6 und seine Gruppe keine Rolle bei dieser Kampfhandlung.
Am 10. September versenkte UB 6 beim Feuerschiff Maas den norwegischen 400-BRT-Frachter Lindborg, der mit Stückgut nach London unterwegs war – keine Verluste an Menschenleben sind bekannt. Bei der nächsten Unternehmung im gleichen Gebiet konnte UB 6 am 23. September vier belgische Leichter versenken. Am nächsten Tag konnte der niederländische 1328-BRT-Frachter Batavier II beschlagnahmt werden, ein Prisenkommando brachte das Schiff nach Seebrügge ein. Die Batavier II war der letzte Erfolg für Heydebreck als Kommandant von UB 6. Im Januar 1917 übernahm er das Kommando des neu in Dienst gestellten Minenleger-U-Boots UC 63. Oberleutnant zur See Oskar Steckelberg, ein weiterer ehemaliger Schüler der Besatzung IV/08 der Kadettenanstalt, übernahm das Kommando.

## Uneingeschränkter U-Boot-Krieg

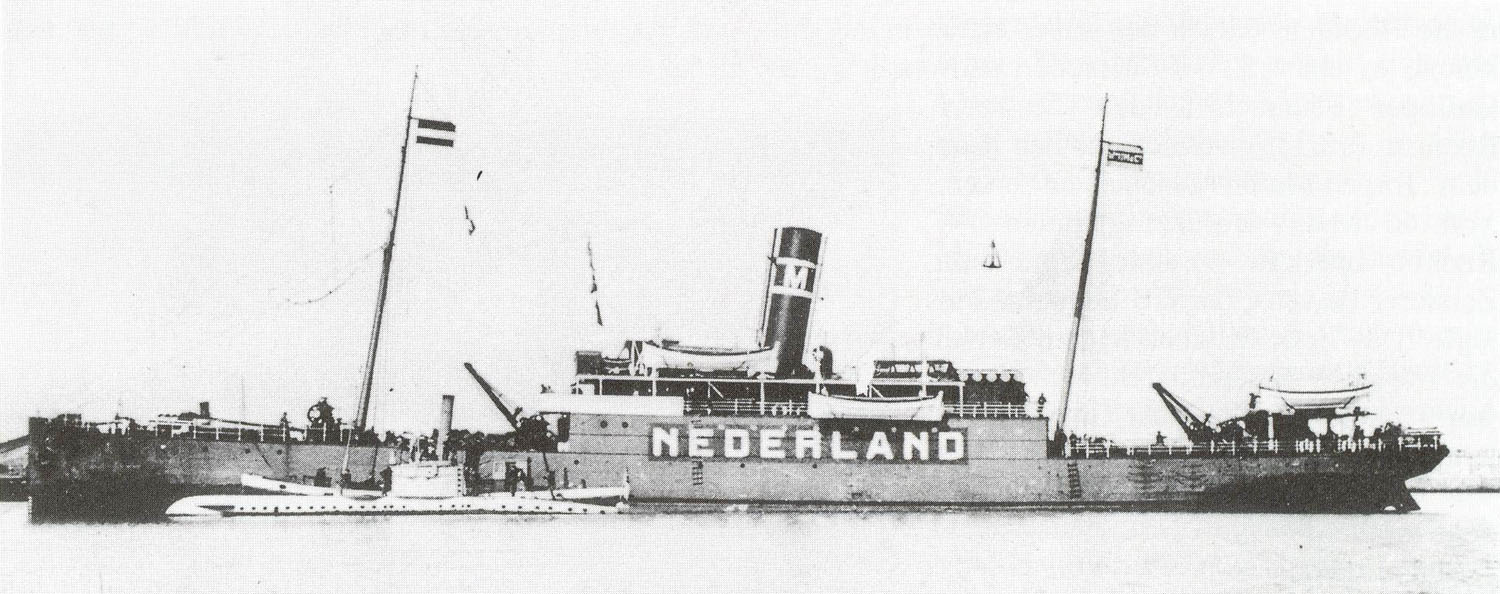
UB 6 interniert im Hafen von Hellevoetsluis

Die britische Seeblockade führte zu gravierenden Einschnitten bei der Einfuhr von Nahrung und Treibstoff in das Deutsche Reich, da sie die neutrale Schifffahrt daran hinderte die deutschen Häfen zu erreichen. Folgen waren eine dramatisch erhöhte Kindersterblichkeit und der Tod von mehr als 700.000 Menschen durch Unterernährung oder Unterkühlung. Aufgrund der schwerwiegenden Konsequenzen der Blockade stimmte Kaiser Wilhelm II. am 9. Januar 1917 zu, dass „der uneingeschränkte U-Boot-Krieg am 1. Februar mit voller Energie einsetzt“, um dazu beizutragen, die Briten zum Frieden zu zwingen. Die an die U-Boot-Kommandanten durch den FdU Hermann Bauer erteilten Befehle forderten unter anderem „Kein Schiff darf mehr schwimmen; seine Versenkung ist gerechtfertigt“.
UB 6 lief am 10. März von Seebrügge aus, um in der Nähe von Maas Feuerschiff zu patrouillieren. Zwei Tage später lief UB 6 nach einem Navigationsfehler Steckelbergs – er hatte zwei Leuchtfeuer verwechselt – vor der Maasmündung auf Grund. Nachdem UB 6 die neutralen niederländischen Gewässer nicht innerhalb von 24 Stunden verlassen konnte, internierten die Niederlande das U-Boot und seine Mannschaft. Die Niederländer gaben das U-Boot nicht frei, da es sich infolge eines Fehlers und nicht wegen einer Notlage festgefahren hatte. Der Protest der Deutschen wurde zurückgewiesen. Die niederländische Marine schleppte UB 6 in den Hafen von Hellevoetsluis. Dort versenkte die Besatzung am 18. März ihr Boot. Die Mannschaft von UB 6 blieb bis zum Kriegsende interniert. Das Wrack wurde 1919 Frankreich überlassen und im Juli 1921 in Brest abgewrackt.

## Erfolge
| Datum         | Name            | Typ                                   | Tonnage (BRT)           | Nationalität           | Schicksal               |
| ------------- | --------------- | ------------------------------------- | ----------------------- | ---------------------- | ----------------------- |
| 1. Mai 1915   | HMS Recruit     | Zerstörer                             | 335                     | Vereinigtes Königreich | versenkt                |
| 1. Juni 1915  | Saidieh         | Frachter                              | 3.303                   | Vereinigtes Königreich | versenkt                |
| 12. Juli 1915 | Emerald         | Fischkutter                           | 57                      | Vereinigtes Königreich | beschädigt              |
| 12. Juli 1915 | Merlin          | Fischkutter                           | 47                      | Vereinigtes Königreich | versenkt                |
| 12. Juli 1915 | Purple Heather  | Fischkutter                           | 42                      | Vereinigtes Königreich | versenkt                |
| 12. Juli 1915 | Speedwell       | Fischkutter                           | 38                      | Vereinigtes Königreich | versenkt                |
| 12. Juli 1915 | Woodbine        | Fischkutter                           | 29                      | Vereinigtes Königreich | versenkt                |
| 25. Juli 1915 | Firth           | Frachter                              | 406                     | Vereinigtes Königreich | versenkt                |
| 15. Aug. 1915 | Leander         | Fischkutter                           | 57                      | Vereinigtes Königreich | versenkt                |
| 27. Jan. 1916 | Crystal         | Fischkutter                           | 57                      | Vereinigtes Königreich | versenkt                |
| 17. März 1916 | Ask             | Frachter                              | 1041                    | Schweden               | beschädigt              |
| 3. März 1916  | Hollandia       | Frachter                              | 1.115                   | Schweden               | versenkt                |
| 10. Sep. 1916 | Lindborg        | Frachter                              | 400                     | Norwegen               | versenkt                |
| 23. Sep. 1916 | Germaine        | Leichter                              | 106                     | Belgien                | versenkt                |
| 23. Sep. 1916 | Lichtevreden II | Leichter                              | 69                      | Belgien                | versenkt                |
| 23. Sep. 1916 | Maria Da Jonge  | Leichter                              | 98                      | Belgien                | versenkt                |
| 23. Sep. 1916 | Rosalie         | Leichter                              | 129                     | Belgien                | versenkt                |
| 24. Sep. 1916 | Batavier II     | Frachter                              | 1.328                   | Niederlande            | als Prise beschlagnahmt |
|               |                 | Versenkt: Beschädigt: Prisen: Gesamt: | 7.559 1.098 1.328 9.985 |                        |                         |